# Ukraina hữu ngạn

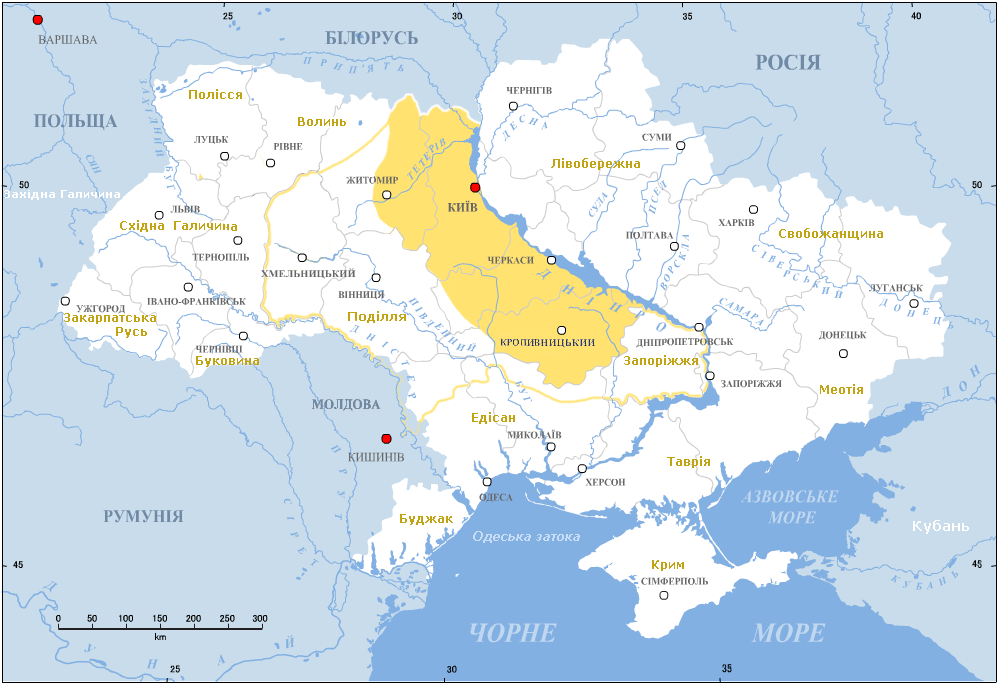
Ukraina hữu ngạn

Ukraina hữu ngạn (tiếng Ukraina: Правобережна Україна, Pravoberezhna Ukrayina; tiếng Nga: Правобережная Украина, Pravoberezhnaya Ukraina) là tên gọi lịch sử và lãnh thổ của một phần Ukraine nằm ở bờ hữu (tây) của sông Dnepr (Dnipro), tương ứng với các tỉnh Vinnytsia, Zhytomyr, Kirovohrad, cũng như phần phía tây của các tỉnh Kyiv và Cherkasy. Nó chia tách với Ukraina tả ngạn trong thời  Ruin (1659-1686).
Ukraina hữu ngạn giáp với các khu vực lịch sử Volhynia và Podolia ở phía tây, Moldavia ở phía tây nam, Yedisan và Zaporizhzhia ở phía nam, Ukraina tả ngạn ở phía đông và Polesia ở phía bắc.
Các thành phố chính của vùng bao gồm Cherkasy, Kropyvnytskyi, Bila Tserkva, Zhytomyr và Oleksandriia.

## Lịch sử
Lịch sử của Ukraina hữu và tả ngạn gắn liền với Khởi nghĩa Khmelnytsky năm 1648–57. Lãnh thổ này là một phần của Thịnh vượng chung Ba Lan-Litva dưới thời Nhà Vasa, cho đến khi Chiến tranh Nga-Ba Lan xảy ra do Hiệp ước Pereyaslav của Khmelnytsky năm 1654, với liên minh Muscovy. Sau cuộc xung đột kéo dài 13 năm, Sa hoàng Nga chiến thắng và hợp nhất Ukraina tả ngạn cùng với thành phố Kyiv vào năm 1667 sau Thỏa thuận đình chiến Andrusovo.
Trong khi đó, Ukraina hữu ngạn vẫn thuộc Thịnh vượng chung cho đến khi Ba Lan bị phân chia vào cuối thế kỷ 18. Là một phần của miền Tiểu Ba Lan, khu vực được chia thành hai tỉnh: Kiev và Bracław. Năm 1669, hetman Petro Doroshenko chấp thuận để Ukraina hữu ngạn trở thành một phần của Đế quốc Ottoman. Phần cực nam Podolia thuộc Ukraina hữu ngạn bị Ottoman xâm chiếm vào năm 1672.
Sau chiến thắng năm 1683 của các cường quốc Kitô giáo trong Trận chiến Vien, đến năm 1699 Hiệp ước Karlowitz trả lại những vùng đất đó cho Thịnh vượng chung. Trong thế kỷ 18, hai cuộc nổi dậy của người Cossack diễn ra. Năm 1793, Ukraina hữu ngạn bị Đế quốc Nga sáp nhập trong Phân chia Ba Lan lần thứ hai, trở thành một phần của guberniya ('tỉnh') Tiểu Nga.
Vào thế kỷ 19, dân số ở Ukraina hữu ngạn chủ yếu là người Ukraina, nhưng phần lớn đất đai thuộc sở hữu của giới quý tộc Ba Lan hoặc quý tộc Ukraina bị Ba Lan hóa. Nhiều thị trấn và thành phố thuộc về "Hàng rào định cư" và có một lượng lớn người Do Thái sinh sống, trong khi giới quý tộc nói tiếng Ba Lan chủ yếu theo Công giáo La Mã. Hầu hết nông dân trở nên tin theo Công giáo Hy Lạp chỉ mới trong thế kỷ 18, và sau Phân chia Ba Lan, phần lớn họ chuyển sang Chính thống giáo nhiều năm trước khi bãi bỏ Unia vào năm 1839. Ukraina hữu ngạn sau đó được chia thành bốn tỉnh (guberniya), mỗi tỉnh với chính quyền riêng của mình: Kiev, Volhynia, Kherson và Podolia.